# Orahovica
Orahovica (maďarsky Raholca, turecky Rahoviçe) je město v Chorvatsku ve Viroviticko-podrávské župě. Nachází se na úpatí pohoří Krndija, u břehu řeky Vučica, asi 59 km jihovýchodně od Virovitice, 71 km jihozápadně od Osijeku a asi 208 km jihovýchodně od Záhřebu. V roce 2021 žilo v Orahovici 3 395 obyvatel, v celé opčině pak 4 552 obyvatel. Sousedními městy jsou Kutjevo, Našice a Slatina.
Městem prochází státní silnice D2 a D314 a župní silnice Ž4030, Ž4070 a Ž4072. Dominantou města je zřícenina hradu Ružica nad vesnicí Duzluk, který je největší a nejzachovalejší v celé Slavonii. Významnou stavbou je rovněž katolický kostel Nalezení svatého Kříže. Ve středu města stojí dřevěný vodní mlýn. Ve městě je vystavěna lokomotiva Ćiro, která dříve přes město jezdila. U vesnice Duzluk je umělé Orahovické jezero, které je vyhledáváno převážně v horkých letních dnech.
Ve městě se narodil bývalý chorvatský prezident Stjepan Mesić.

## Administrativní dělení
K opčině patří město Orahovica a dvanáct samostatných vesnic, dohromady tedy třináct sídel.
- Bijeljevina Orahovička – 11 obyvatel
- Crkvari – 112 obyvatel
- Dolci – 238 obyvatel
- Donja Pištana – 207 obyvatel
- Duzluk – 137 obyvatel
- Gornja Pištana – 8 obyvatel
- Karlovac Feričanački – 9 obyvatel
- Kokočak – 8 obyvatel
- Magadinovac – 9 obyvatel
- Nova Jošava – 154 obyvatel
- Orahovica – 3 395 obyvatel
- Stara Jošava – 238 obyvatel
- Šumeđe – 26 obyvatel

## Obyvatelstvo
V roce 2011 tvořili 86,69 % obyvatelstva Chorvati. Významnou národnostní menšinu tvoří Srbové, k této národnosti se zde přihlásilo celkem 487 osob tvořících 9,18 % obyvatel. Dále zde žije 27 Albánců (0,51 %) a osmnáct Maďarů (0,34 %).
Většinu obyvatelstva, 81,83 %, tvoří katoličtí křesťané. Celkem 467 obyvatel (8,8 %) vyznává pravoslavné křesťanství, 57 lidí (1,07 %) se hlásí k protestantským církvím a sedmnáct (0,32 %) k ostatním křesťanstvím církvím. Ve městě žije též nezanedbatelná muslimská menšina; islám zde vyznává 55 lidí tvořících 1,04 % obyvatelstva, což je největší podíl v celé Viroviticko-podrávské župě. Celkem 35 lidí (0,66 %) se řadí mezi agnostiky a skeptiky, 202 lidí (3,81 %) se řadí mezi ateisty a 123 lidí (2,32 %) se ke své víře nevyjádřilo.

## Sousední opčiny
| Růžice kompasu | Čačinci   |         | Zdenci    | Růžice kompasu |
| Růžice kompasu |           | Sever   | Feričanci | Růžice kompasu |
| Růžice kompasu | Orahovica |         | Feričanci | Růžice kompasu |
| Růžice kompasu | Jih       |         | Feričanci | Růžice kompasu |
| Růžice kompasu | Kaptol    | Kutjevo |           | Růžice kompasu |

## Galerie

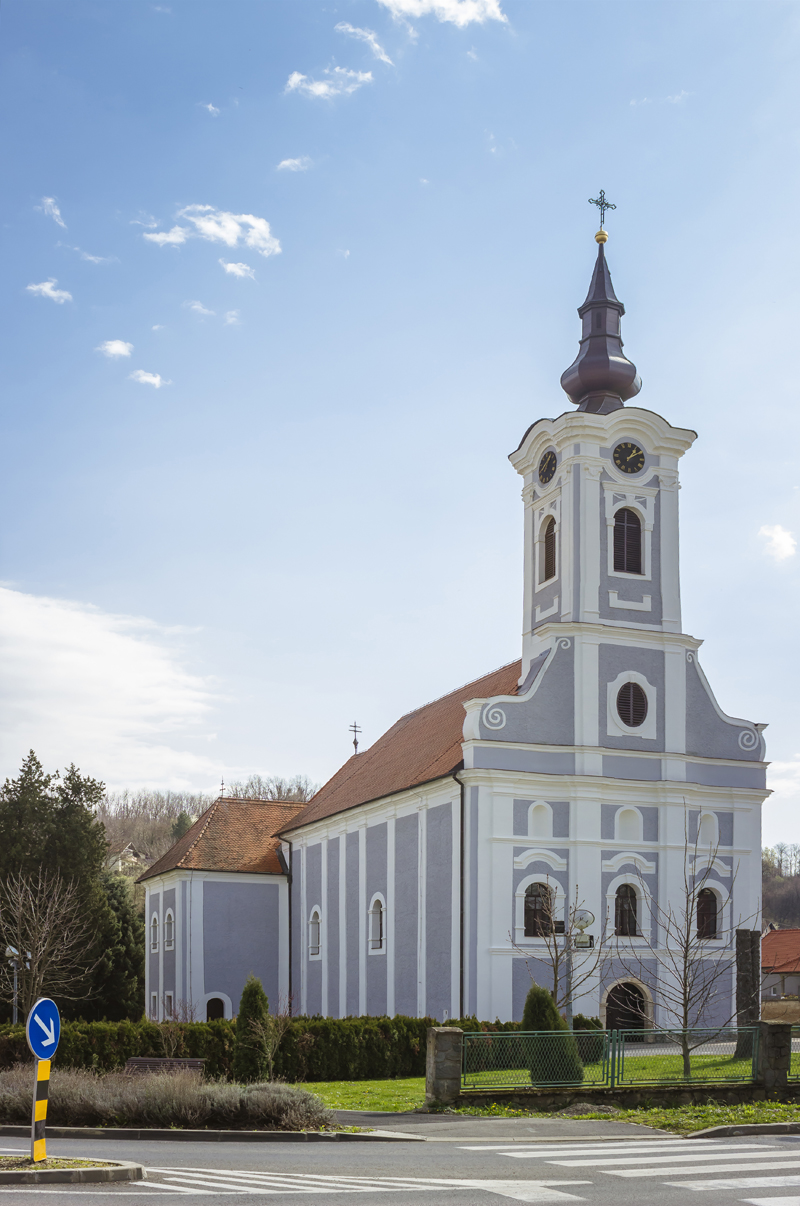
Kostel Nalezení svatého Kříže
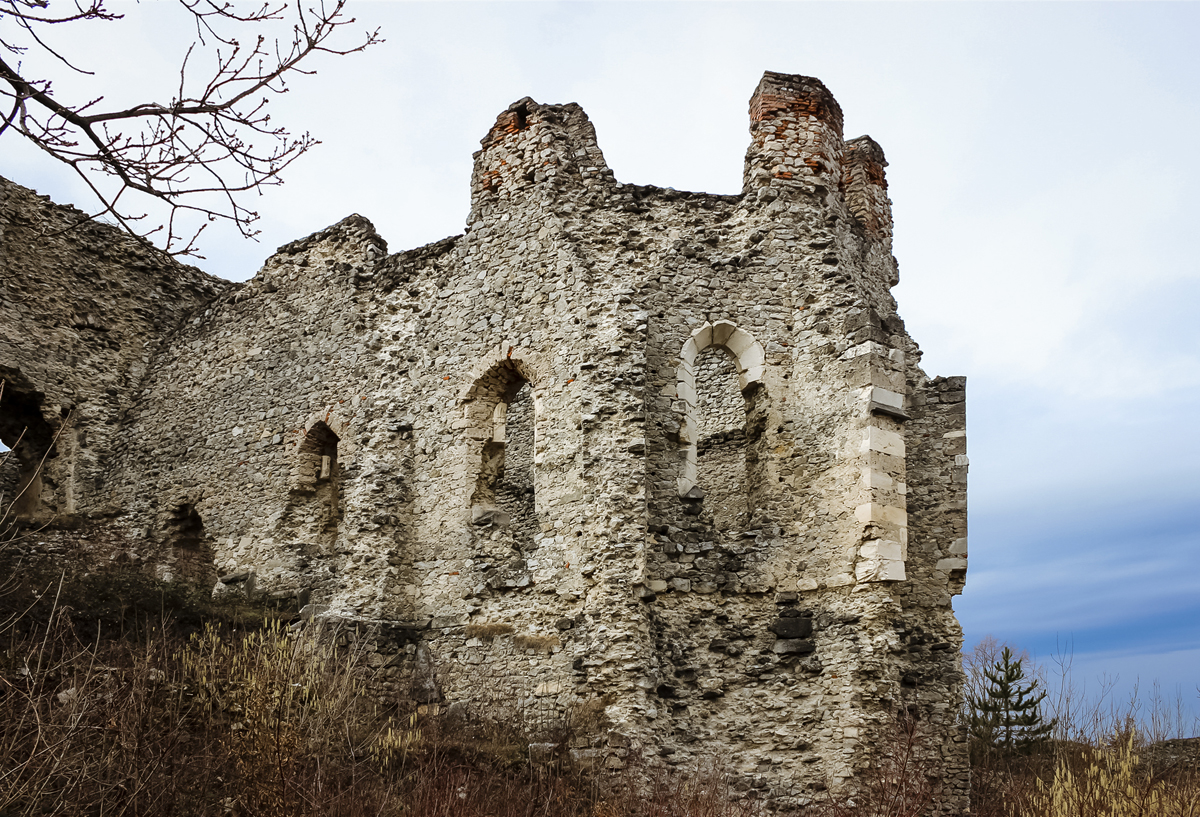
Zřícenina hradu Ružica
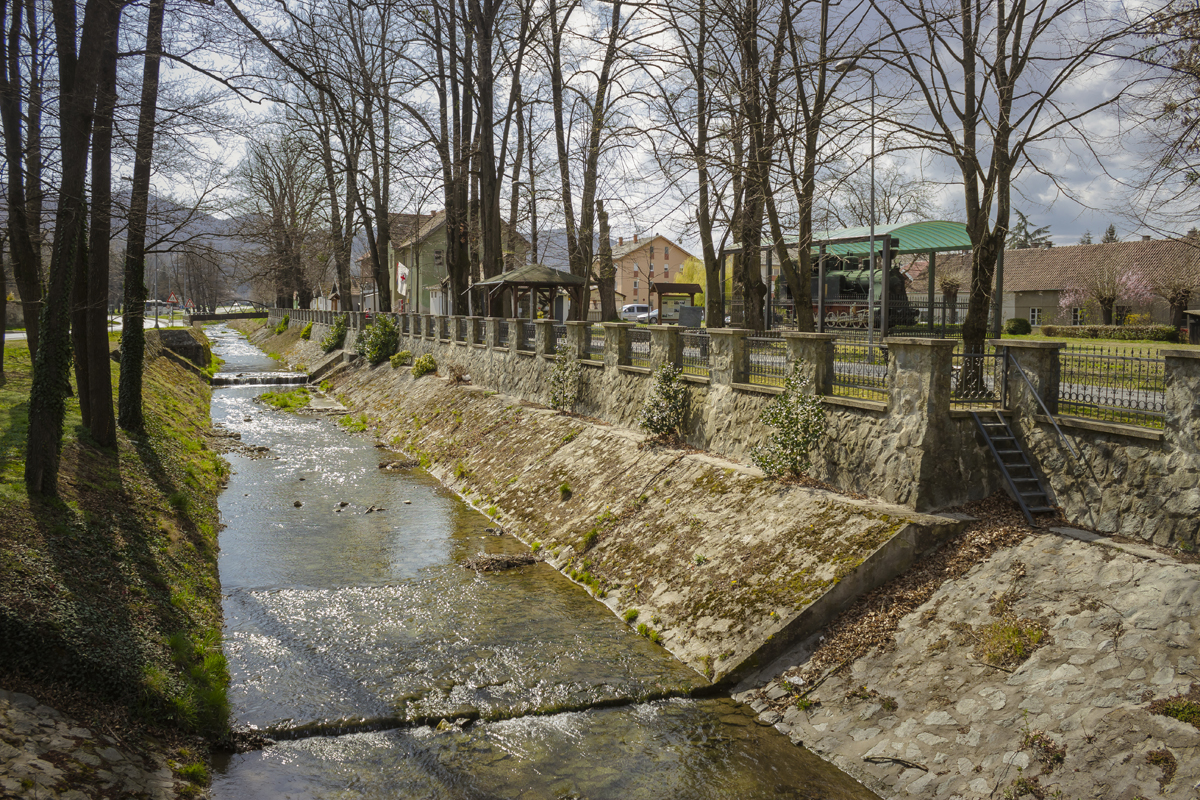
Řeka Vučica v Orahovici
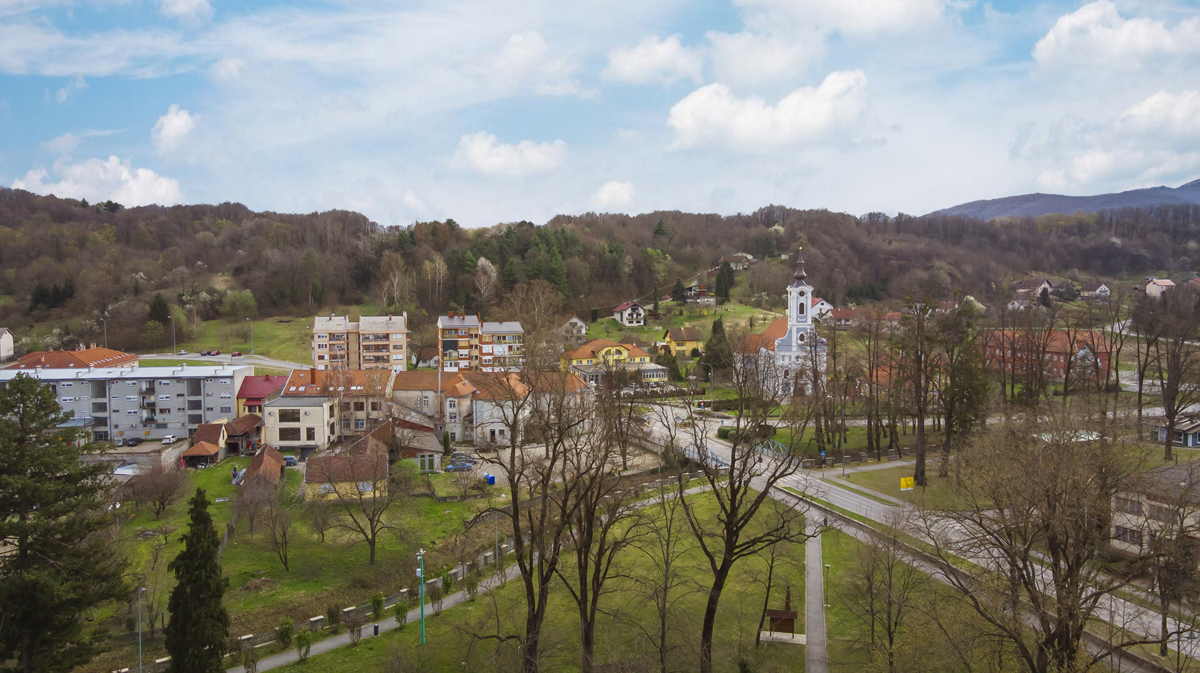
Pohled na centrum
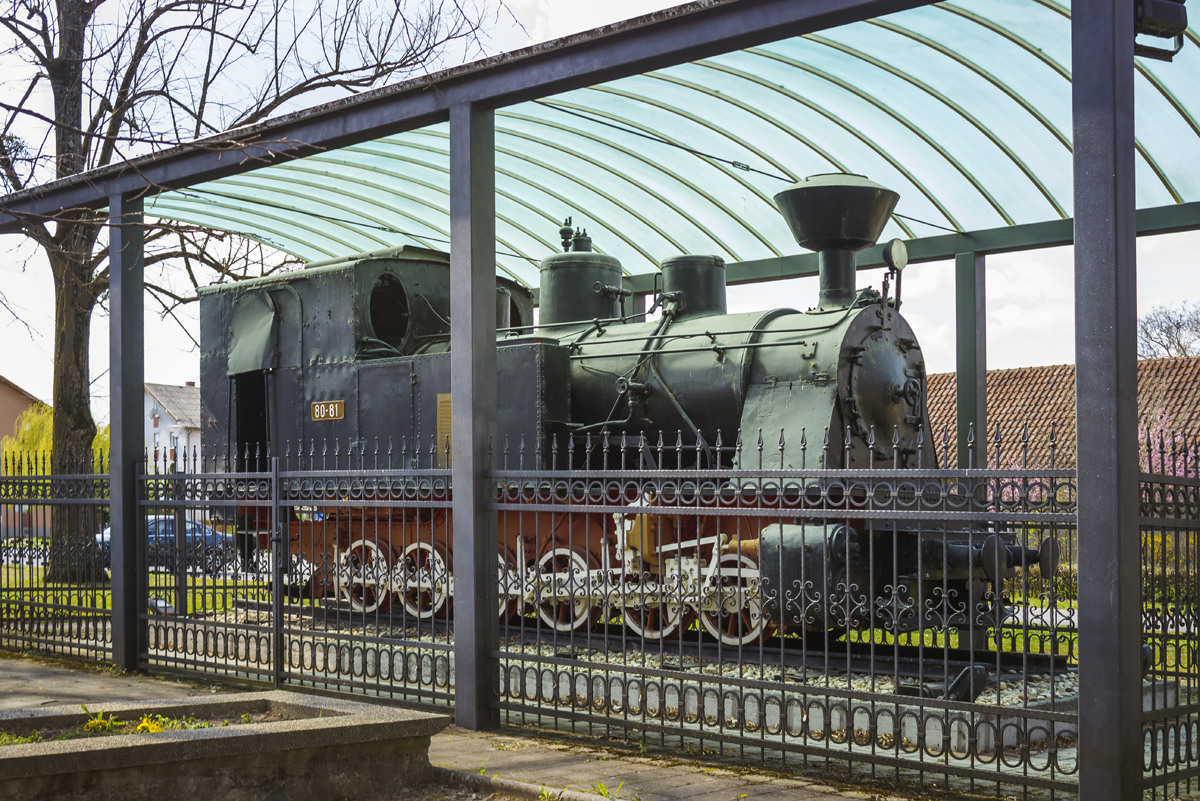
Lokomotiva Ćiro
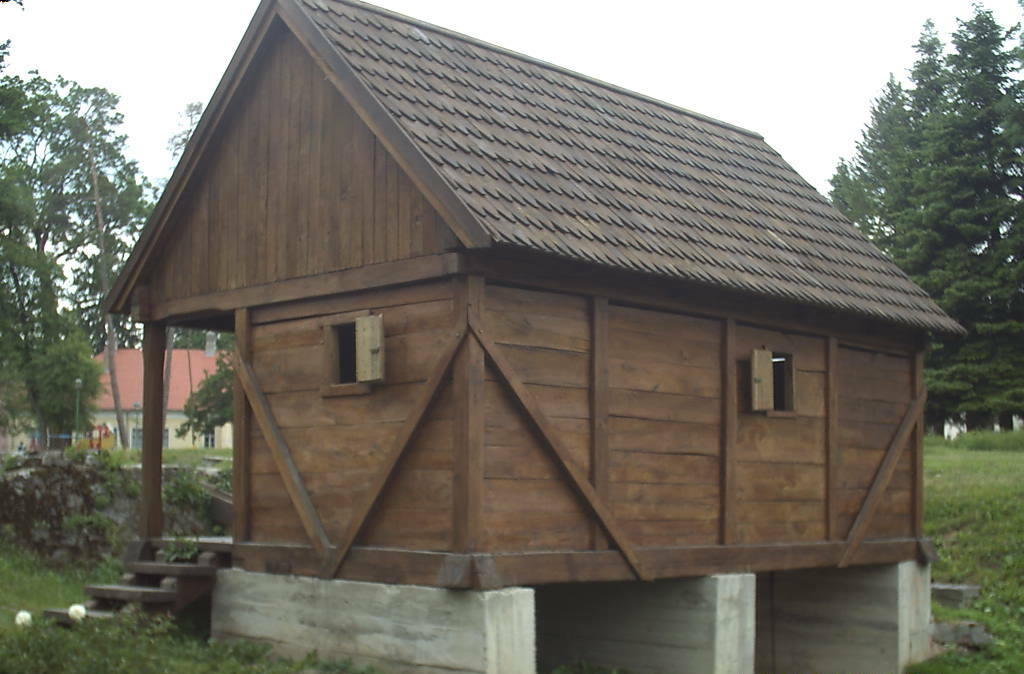
Dřevěný vodní mlýn
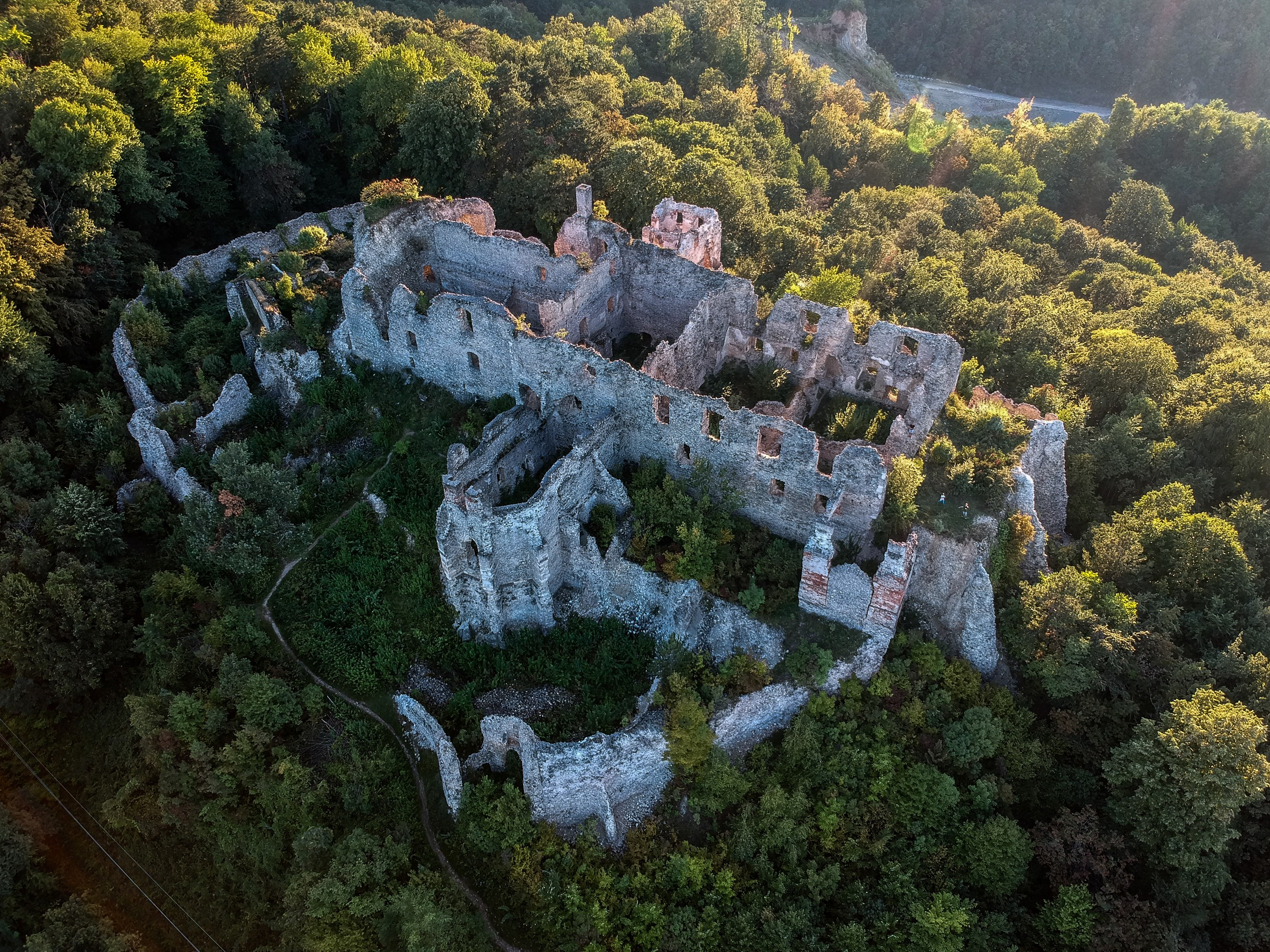
Letecký pohled na hrad Ružica
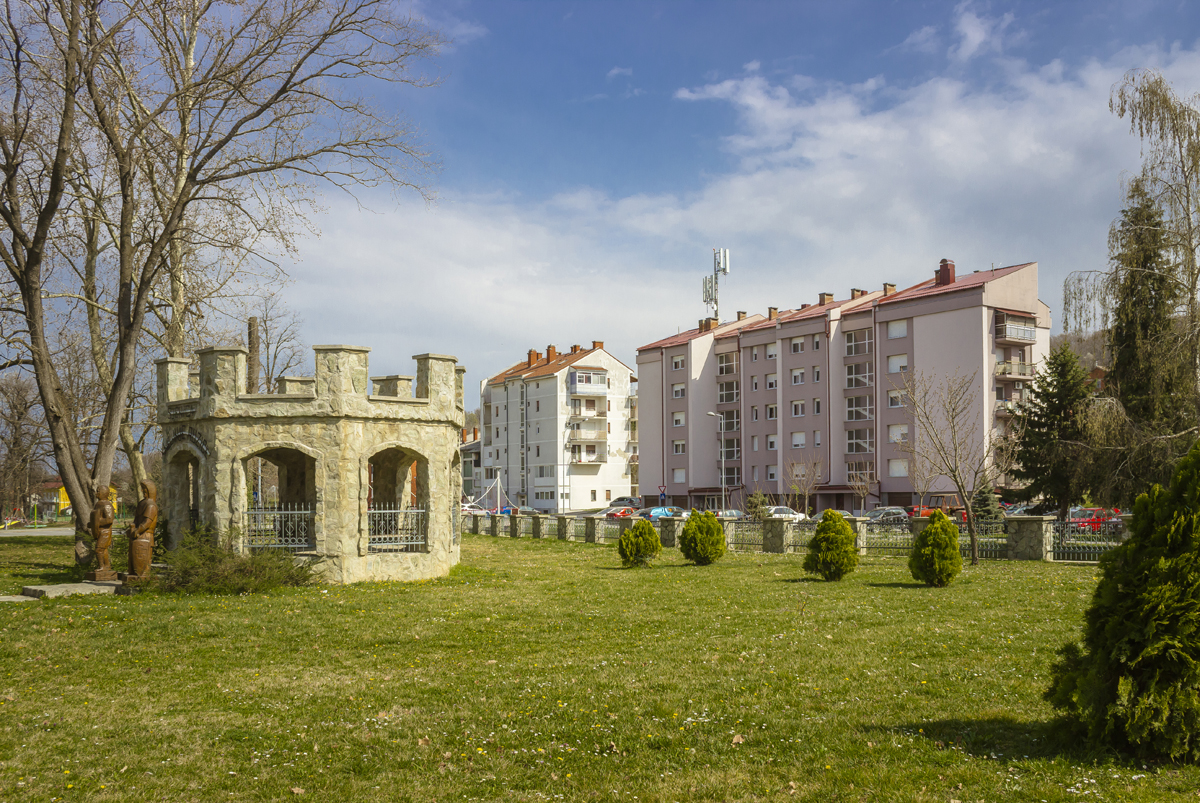
Park